# Euphitrea bhutanica
Euphitrea bhutanica là một loài bọ cánh cứng trong họ Chrysomelidae. Loài này được Medvedev miêu tả khoa học năm 1992.